# Тейт, Дорис
Дорис Гвендолин Тейт (англ. Doris Gwendolyn Tate, урождённая Уиллетт (англ. Willett); 16 января 1924 — 10 июля 1992) — американская активистка по защите прав жертв преступлений, была наиболее известна как мать актрисы Шэрон Тейт.

## Биография
Тейт родилась в Хьюстоне, штат Техас, и стала второй дочерью Дорриса У. Уиллета и его жены Фанни. У неё была сестра  Женевьева. Дорис была домохозяйкой и матерью трёх дочерей — Шэрон, Дебры и Патрисии. В 1960-е её старшая дочь Шэрон начала карьеру в кино и вышла замуж за режиссёра Романа Полански.
После того, как в 1969 году члены «семьи Мэнсона» (Чарльз «Текс» Уотсон, Сьюзан Аткинс и Патрисия Кренуинкел) убили Шэрон и её друзей, Дорис Тейт начала работать над повышением осведомлённости общественности о системе исправительных учреждений США. Она оказала влияние на решение суда, которое внесло изменения в уголовные законы Калифорнии, касающиеся прав жертв насильственных преступлений. Результатом кампании стало принятие поправок к уголовному праву штата Калифорния, предоставляющих жертвам преступлений и членам их семей возможность выступать с особым «заявлением жертвы о последствиях» во время оглашения приговора и на судебных слушаниях о досрочном освобождении заключённых преступников. Дорис Тейт первой сделала такое заявление, выступив на слушаниях об условно-досрочном освобождении одного из убийц Шэрон Тейт — Чарльза «Tекса» Уотсона. По её словам, изменения в калифорнийском законе помогли вернуть её дочери достоинство, в котором ей было отказано многие годы, и «изменить саму память о Шэрон, превратив её из жертвы убийства в символ прав [всех] жертв преступлений».
В 1984 году она баллотировалась в Ассамблею штата Калифорния в качестве защитницы прав жертв. Несмотря на неудачу, Дорис Тейт продолжала проводить кампанию за внесение изменений в действующее законодательство и участвовала в принятии Предложения 89, которое позволило губернатору штата отменить решения, принятые Советом по тюремным срокам.
Здоровье Дорис Тейт начало ухудшаться после того, как ей поставили  диагноз опухоль головного мозга. В 1992 году церемония, во время которой Тейт и её семья были отмечены президентом США Бушем-старшим за их работу по продвижению прав жертв, ознаменовала последнее публичное выступление Тейт. Она умерла в том же году в возрасте 68 лет.

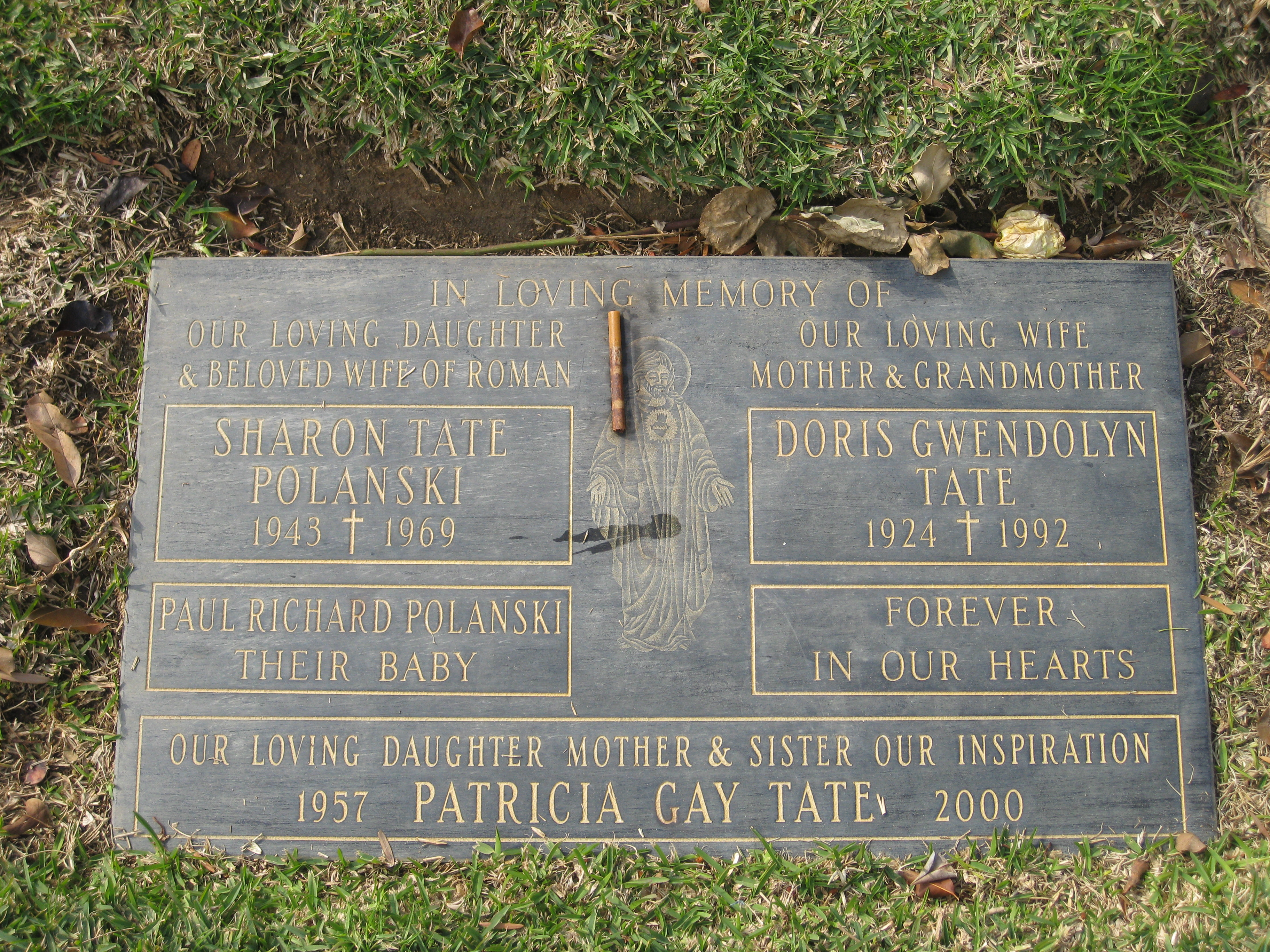
Могила семейства Тейт